# Park Narodowy Veluwezoom
Park Narodowy Veluwezoom - park narodowy w prowincji Geldria w Holandii. Rozciąga się na teren gmin Arnhem, Rheden oraz Rozendaal w Veluwe, największym zwartym obszarze leśnym w Holandii. Zajmuje obszar 5000 ha, czyli 50 km². Jest to najstarszy park narodowy w Holandii - założono go w 1930. Jest to park prywatny - należy do największego holenderskiego stowarzyszenia ochrony przyrody - Vereniging Natuurmonumenten. Najwyższym punktem parku jest wzniesienie Signaal Imbosch (109,9 m n.p.m.). Są tam także inne szczyty jak Zijpenberg i Posbank, 90 metrowe wzgórze z charakterystyczną herbaciarnią, będące punktem widokowym, z którego przy dobrej pogodzie rozciąga się widok na odległość do 20 km. Znajduje się tam wiele moren spiętrzonych pozostawianych przez lodowiec w środkowym plejstocenie. W południowej, przeważnie pagórkowatej części parku znajduje się kilka posiadłości, takich jak Heuven i Beekhuizen.
W parku narodowym można spotkać wiele gatunków zwierząt takich jak jeleń szlachetny, sarna, daniel, dzik, lis, borsuk, gronostaj, czasami kuna leśna, zimorodek, kobuz, trzmielojad, kruk, lelek zwyczajny, kląskawka zwyczajna, skowronek, dzięcioł zielony, dzięcioł czarny, zimą srokosz, żmija zygzakowata, gniewosz plamisty, zaskroniec, padalec, jaszczurka zwinka i jaszczurka żyworodna. 
Krajobraz parku składa się z urozmaiconych lasów i wrzosowisk. W parku hoduje się szkocką rasę wyżynną.

## Gospodarka
Do połowy lat 80. XX w. park narodowy był zarządzany w sposób tradycyjny, intensywny, ze szczególnym uwzględnieniem produkcji drewna i łowiectwa. Od tego czasu zarządzanie parkiem zostało nastawione na rozwój naturalny. Obce gatunki roślin zostały w dużej mierze usunięte. Administracja parku realizuje obecnie przede wszystkim strategię nieingerencji w procesy naturalne: drzewa i rośliny mogą się wysiewać w sposób naturalny, powalone drzewa nie są usuwane. Nawet martwe zwierzęta nie są usuwane i w ten sposób mogą stać się częścią łańcucha pokarmowego. Środki te znacznie zwiększyły liczbę padlinożerców i innych organizmów, które żywią się martwymi zwierzętami i roślinami. Ponadto wprowadzono duże pastwiska, które zapewniają urozmaiconą roślinność i zachowanie terenów otwartych w parku narodowym poprzez żerowanie na drzewach i krzewach. W większej, północnej części obszaru jest to szkockie bydło wyżynne, natomiast w części południowej tę funkcję pełnią konie islandzkie. Obecnie zaprzestano użytkowania rolniczego na większości dawnych gruntów ornych, na przykład w pobliżu Terlet, Groenendaal lub Herikhuizen.
Południowa część parku narodowego jest ogólnie zagospodarowana bardziej intensywnie. Tamtejsze wrzosowiska są zachowywane jako krajobraz półnaturalny, na przykład poprzez wycinanie darni i usuwanie drzew.
Najbardziej intensywna gospodarka odbywa się na osiedlach położonych wzdłuż południowego skraju parku narodowego. Ogromne znaczenie ma tu zachowanie walorów kulturowo i historycznie ważnych, takich jak istniejące parki wraz z alejami, zbiorniki wodne i zespoły drzew obcych.
W różnych punktach parku przepływają sztuczne, ręcznie wykopane strumienie, tzw. „Sprengen”.

## Turystyka i wypoczynek
Coraz więcej turystów korzysta z tego obszaru do uprawiania turystyki pieszej. Na początku byli to głównie zamożni mieszkańcy z zachodu kraju, którzy często latem spędzali kilka miesięcy w okolicznych wsiach. Z upływem lat obszar ten przyciągał coraz większą liczbę ludzi z całego kraju i szerokich grup ludności. Posbank zyskał w tym okresie narodową sławę jako cel wielu jednodniowych wycieczek.
Dzięki rozbudowanej sieci szlaków, park narodowy jest idealnym miejscem do uprawiania turystyki pieszej, rowerowej i konnej. W okolicy wytyczono kilka szlaków pieszych, rowerowych i konnych, w tym trasę przeznaczoną specjalnie dla rowerów górskich.
Na południowym skraju parku, w pobliżu wioski Rheden, znajduje się centrum dla zwiedzających Veluwezoom, z którego do parku prowadzą różne trasy. W centrum parku narodowego znajdują się dwa miejsca do jedzenia: herbaciarnia Paviljoen de Posbank i kawiarnia Carolinahoeve.
W parku narodowym zbudowano dwie chatki do obserwacji dzikiej przyrody: jedną na skraju dawnej enklawy rolniczej Herikhuizen, skąd widać ruiny dawnej farmy; drugi na Elsberg, z którego roztacza się szeroki widok na Rhederheide i Worthrederheide oraz okoliczne lasy. Jesienią wielu turystów przyjeżdża tu, aby obejrzeć rykowisko jeleni.

## Galeria

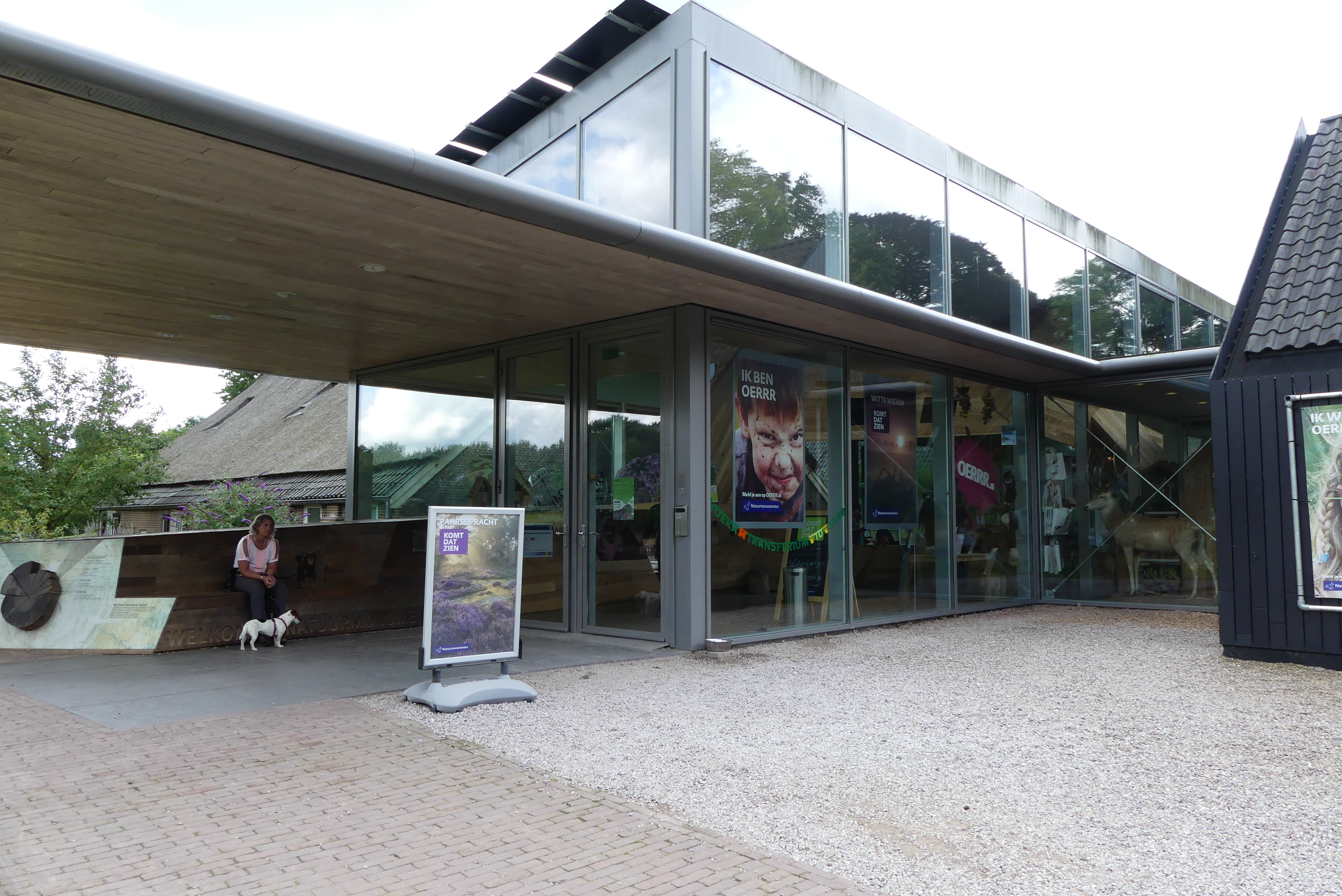
Centrum dla odwiedzających park Veluwezoom
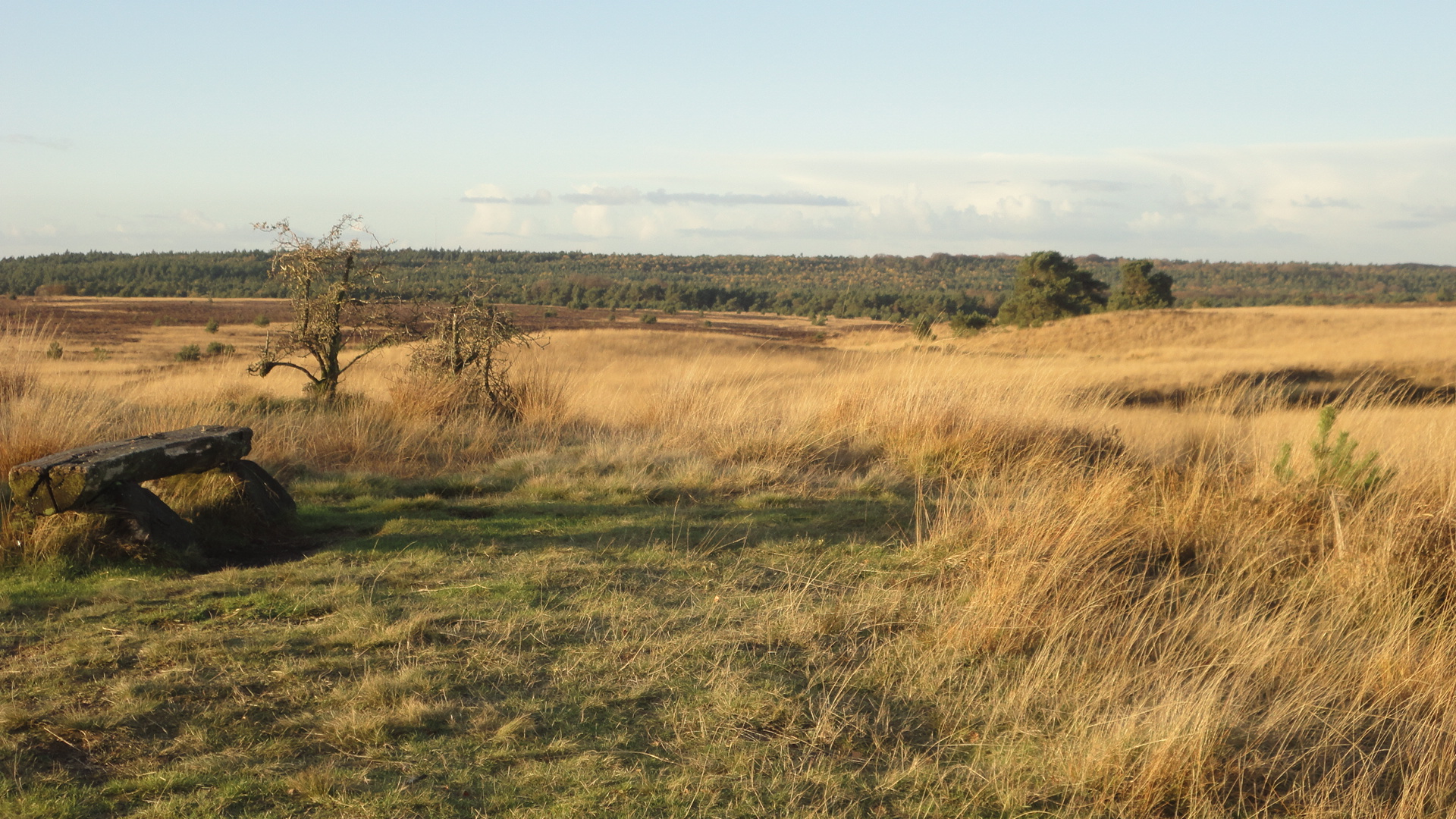
Widok na wrzosowiska
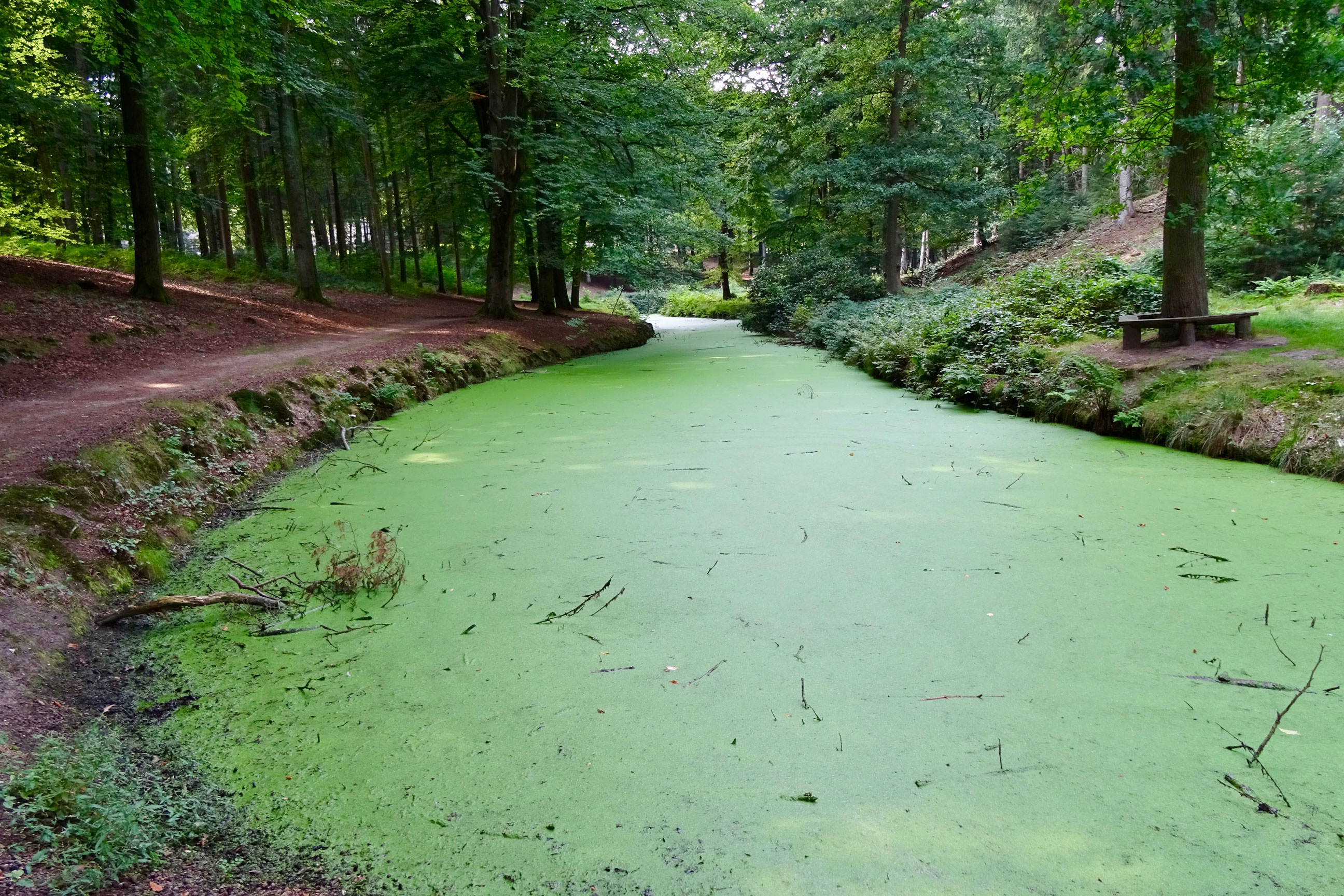
Sztucznie założony potok (Sprenge)
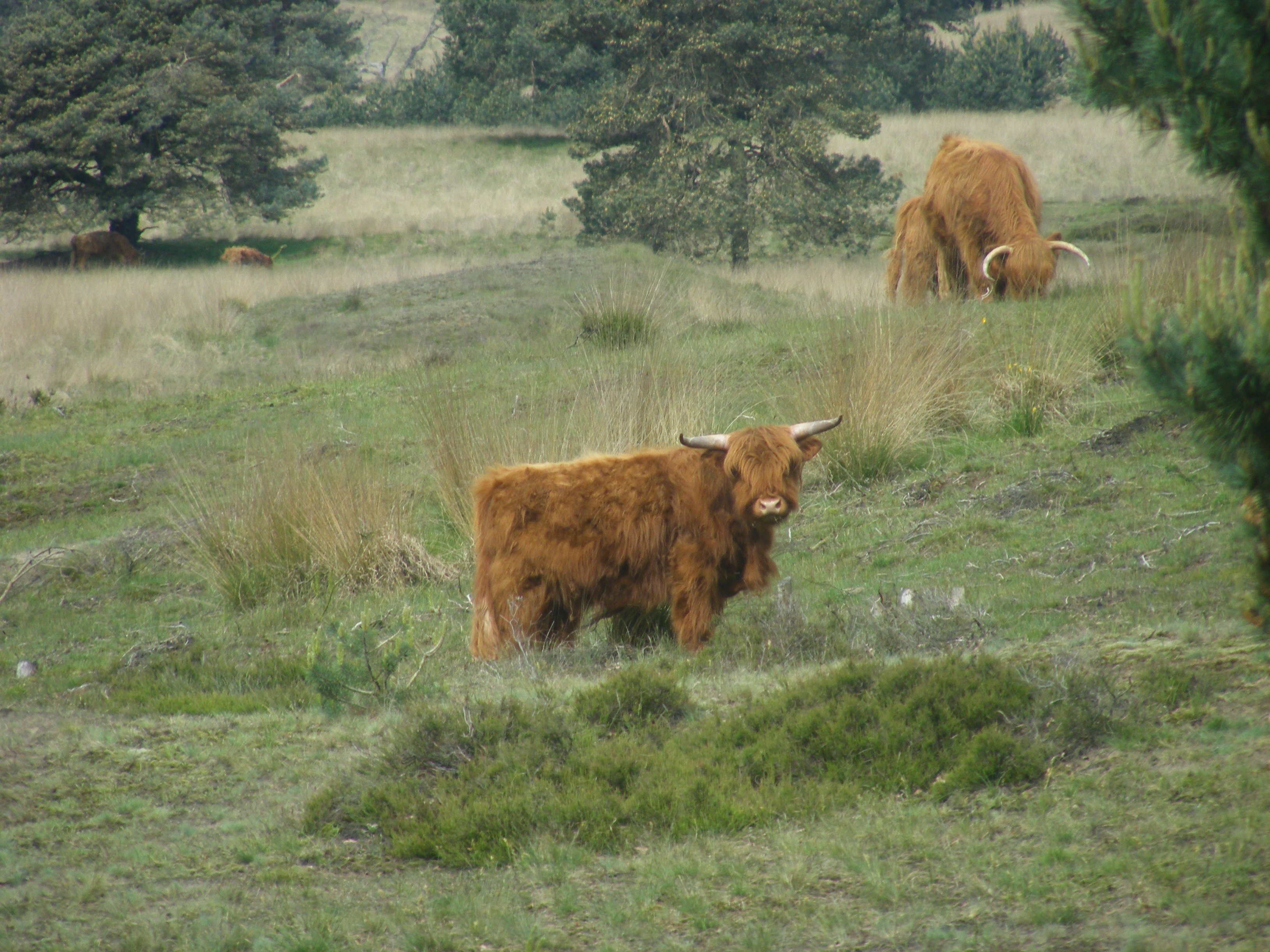
Szkocka rasa Wyżynna bydła w parku Veluwezoom
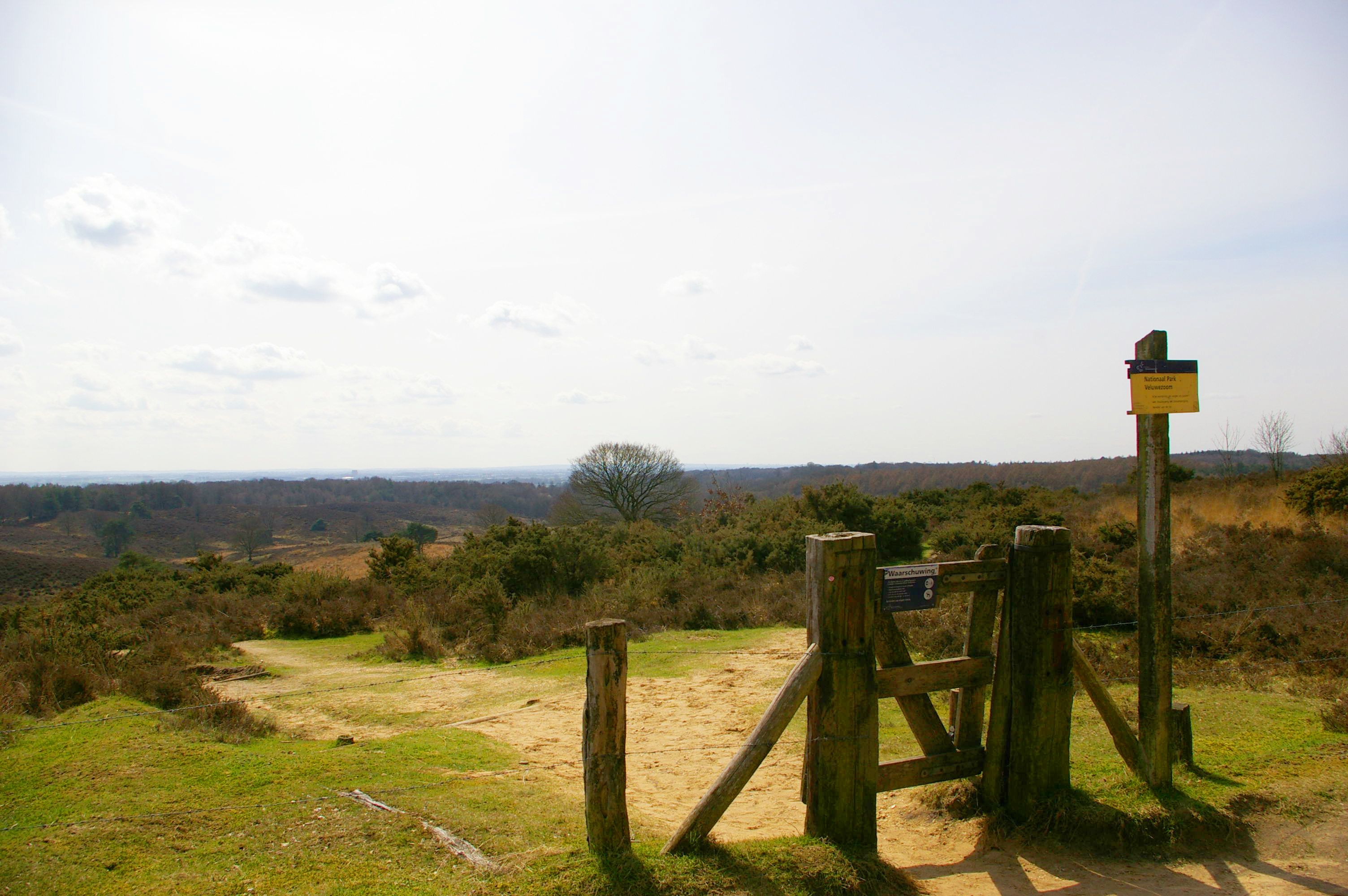
Miejsce w parku narodowym niedaleko Posbank